# Ácido silicomolíbdico
O ácido silicomolíbdico, também chamado de ácido molibdossilícico ou ácido 12-molibdossilícico ou ainda pelo acrônimo em inglês SMA (Silico Molybdic Acid) é um composto químico com a fórmula química H
4[SiMo
12O
40]
 ou H
4[SiO
4(MoO
3)
12]
. Este composto é um sólido cristalino amarelo vivo, por vezes com uma tonalidade esverdeada ou amarronzada quando ligeiramente impuro. O ácido silicomolíbdico é um heteropoliácido complexo à base de molibdênio, fruto de uma reação de condensação entre o ácido molíbdico (trióxido de molibdênio hidratado) e o ácido ortossilícico em meio ácido. É bastante solúvel em água e um ácido forte. Possui um ponto de fusão em torno de 47 a 55°C, fundindo-se em sua água de cristalização. O ácido silicomolíbdico cristaliza com cerca de 29 moléculas de água de hidratação, e começa a perdê-las ao ser aquecido por volta de 100-105°C. Por dessecação prolongada em vácuo, ele retém cerca de 5 ou 6 moléculas de água. O ácido silicomolíbdico é altamente solúvel em água e alguns solventes orgânicos como o metanol, etanol e éter, porém insolúvel em benzeno e dissulfeto de carbono. Esse composto é bastante estável e resistente a altas temperaturas, e suas propriedades fortemente ácidas, estabilidade e química redox o tornam muito útil como catalisador em indústrias químicas.

## Síntese e Reações
O ácido silicomolíbdico pode ser formado a partir da reação de condensação entre um sal de ortossilicato e um sal de molibdato em meio fortemente ácido, tipicamente ácido nítrico:
SiO4–
4 + 12MoO2–
4 + 16H+ —> H
4[SiMo
12O
40] + 12H
2O
Como um ácido, o SMA reage com bases para formar sais chamados silicomolibdatos. O silicomolibdato de amônio, (NH
4)
4[SiMo
12O
40]
, é um sólido amarelo pouco solúvel em água.
O ácido silicomolíbdico é um agente oxidante, sofrendo frequentemente reações de redução na presença de alguns agentes redutores tais como o Sn2+
 e alguns compostos orgânicos como a vitamina C. Tais como as reações de redução de outros heteropoliácidos de molibdênio e tungstênio com a estrutura de Keggin, essa redução envolve tipicamente 4 elétrons, convertendo alguns dos átomos de Mo do composto do estado de oxidação +6 para o +5, produzindo um derivado de valência mista de Mo5+ e Mo6+
. Essas reações são acompanhadas de uma mudança dramática de cor de amarelado para azul escuro profundo, produzindo uma forma de azul de molibdênio.
[SiMoVI
12O
40]4– + 4e–
 —> [SiMoV
4MoVI
8O
40]8–

## Estrutura
O ácido silicomolíbdico é um composto complexo heteropoliácido que é baseado na estrutura de Keggin, a qual é uma estrutura de simetria tetraédrica formada por um átomo central de silício cercado por quatro átomos de oxigênio para formar uma estrutura tetraédrica de ortossilicato. Esses quatro oxigênios que coordenam o silício central também estão ligados, cada um, a três átomos de molibdênio. Os molibdênios na estrutura possuem todos coordenação octaédrica e estão cercados, cada um, por seis oxigênios. Há um total de 24 átomos de oxigênio em ponte que ligam os átomos de molibdênio vizinhos entre si, além de doze átomos de oxigênio terminais ligados a cada centro de molibdênio Os centros metálicos nos 12 octaedros estão dispostos em uma esfera quase equidistante um do outro, em quatro unidades Mo
3O
13
, dando à estrutura completa uma simetria tetraédrica geral. Os octaedros são ligeiramente distorcidos e as quatro cargas negativas encontram-se deslocalizadas ao longo do cluster.

## Aplicações
O ácido silicomolíbdico, como vários outros heteropoliácidos de molibdênio, tungstênio e vanádio, é largamente utilizado como catalisador em química industrial, especialmente para sínteses orgânicas. É empregado como catalisador ácido heterogêneo suportado para diversas transformações orgânicas, como, por exemplo:
- SMA imobilizado em esferas de sílica mesoporosa para a hidrólise do amônia-borano;[4]

- SMA dopado com eletrodos compostos de carbono-cerâmica para a redução eletrocatalítica de bromato;[4]

- SMA suportado em gel de sílica (SiO
2

) para a alilação de compostos carbonílicos Hosomi–Sakurai;
- SMA suportado em esferas ocas de sílica mesoporosa para a reação de Friedel-Crafts de alquilação; [4]

- Grupos de ácido silicomolíbdico modificados em óxido de grafeno via um método simples de impregnação;

- Modificação do eletrocatalisador convencional Pt/C com ácido silicomolíbdico usando o método de voltamperometria cíclica eletroquímica. [5]

O SMA também pode ser usado para a síntese tandem de um só pote de derivados O-isopropilideno e glicosídeos S- e O-protegidos ortogonalmente a partir dos sacarídeos desprotegidos correspondentes. 